# سندرم ایمرسلاند–گراس بک
سندرم ایمرسلاند-گراس Imerslund-Grasbeck syndrome بک که با نام‌های سندرم ایمرسلاند-نجمان-گراس بک Imerslund-Najman-Grasbeck syndrome و همچنین بیماری ایمرسلاند-گراس بک, سندرم ایمرسلاند, سوء جذب مادرزادی کوبالامین یا کم خونی مگالوبلاستیک اتوزوم مغلوب نیز خوانده می‌شود، شکل خانوادگی کمبود ویتامین ب ۱۲ و با الگوی توارث اتوزوم مغلوب است که به دنبال اختلال کارکرد نوعی گیرنده که در ایلئوم ترمینال قرار دارد بروز می‌کند.

## علائم و نشانه ها
- کم خونی
- گلوسیت (التهاب زبان)
- استوماتیت(التهاب گوشه لب‌ها و مخاط دهان)
- تابس دورسالیس
- نوروپاتی محیطی
- پان سیتوپنی
- افزایش سطح متیل مالونیل کوآ در خون
- در بررسی خون محیطی، کم خونی مگالوبلاستیک دیده می‌شود.
- پروتئینوری
- با تزریق ویتامین ب ۱۲ , همه علائم به جز علائم عصبی رفع می‌شوند.

## الگوی توارث
اتوزوم مغلوب.

## درمان
تزریق وریدی ویتامین ب ۱۲.